# Cratere Lismore
Lismore  è un cratere sulla superficie di Marte.